# Дани Вајферта
Дани Вајферта је туристичка, културно-уметничка и привредна манифестација у Панчеву, под организацијом Туристичке организација Панчева и покровитељством града Панчева. Намера организатора манифестације је да се у част угледног Панчевца Ђорђа Вајферта истакну туристички, културно-уметнички и привредни потенцијали града Панчева.
Путовањем кроз живот и заоставштину Ђорђа Вајферта, од његовог рођења и детињства па све до последњих дана и смрти, током манифестације и више различитих програмских садржаја, у Панчеву би се накратко оживело давно заборављено време пионирских подухвата: првих домаћих пивара познатих и у Европи, рударских радова о којима се причало и ван наших граница, првих банкарских трансакција, значајних улагања у уметност и науку, и што је најважније, несебичних доброчинстава.
Манифестација „Дани Вајферта” почиње разноврсним пратећим програмским активностима већ средином маја, док ће се централне активности одржати у срцу старог градског језгра. Програм је подељен у неколико сегмената, од којих се издваја туристички (екскурзије средњошколаца и промоција нове туристичке руте), културно-уметнички (концерти, изложбе, пројекције филмова, предавања) и сегмент посвећен привредницима (стручни скупови, сајам старих заната).